# Jaderná elektrárna Grohnde
Jaderná elektrárna Grohnde (KWG) se nachází v Německu na řece Vezeře severně od čtvrti Grohnde v dolnosaské obci Emmerthal v okrese Hameln-Pyrmont. Centrální součástí elektrárny je tlakovodní reaktor o výkonu 1300 MW, který postavila společnost Kraftwerk Union. Elektrárnu provozuje společnost Grohnde GmbH & Co. oHG, součást firmy PreussenElektra. Akcionáři jsou PreussenElektra (83,3 %) a Stadtwerke Bielefeld (16,7 %).
Jmenovitý výkon elektrárny je 3900 megawattů (tepelný). Čistý elektrický výkon je kolem 1360 megawattů. Je zde použito 193 palivových článků oxidu uraničitého s obohacením do 4 % hm. 235U a dále palivové články MOX. Bylo požadováno zvýšení počátečního obohacení na 4,4 %. Reaktor patří v Německu ke třetí generaci a kritického stavu poprvé dosáhl 1. září 1984. Odstávka je plánována na konec roku 2021.